# Gulara Gadirbeyova
Gulara Gadirbeyova, född 1903, död 1942, var en azerisk kvinnorättsaktivist och journalist. 
Hon var chefredaktör för pionjärkvinnotidningen "Azerisk kvinna" 1927–1937.
Hon var ordförande för Ali Bayramov-klubben 1930–1937. 
År 1937 upplöstes klubben under stora utrensningen, och hon greps och förvisades till Sibirien, där hon avled.